# ليسولا

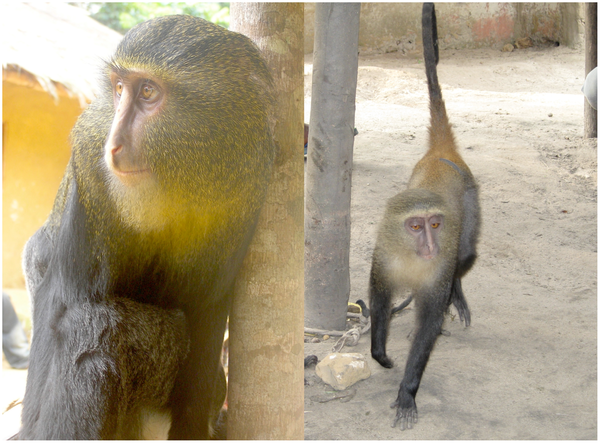

هجرس لومامي أو ليسولا (Cercopithecus lomamiensis) هو نوع من جنس الهجرس الذي ينتمي إلى فصيلة سعادين العالم القديم، عثر عليه العلماء حديثا في حوض لومامي (Lomami) في جمهورية الكونغو الديمقراطية.